# Citron Volkamer
Citrus volkameriana
Espèce
Classification phylogénétique
Le Citron Volkamer, Citron de Volkamer, Citrus volkameriana Pasquale est un agrume hybride de cédrat (C. medica), de mandarine (C. reticulata) et pour une petite partie du génome de Micrantha (C. micrantha). Il est utilisé comme porte-greffe, comme plante décorative pour ses beaux fruits de couleur orangé saturé et comme aromate.

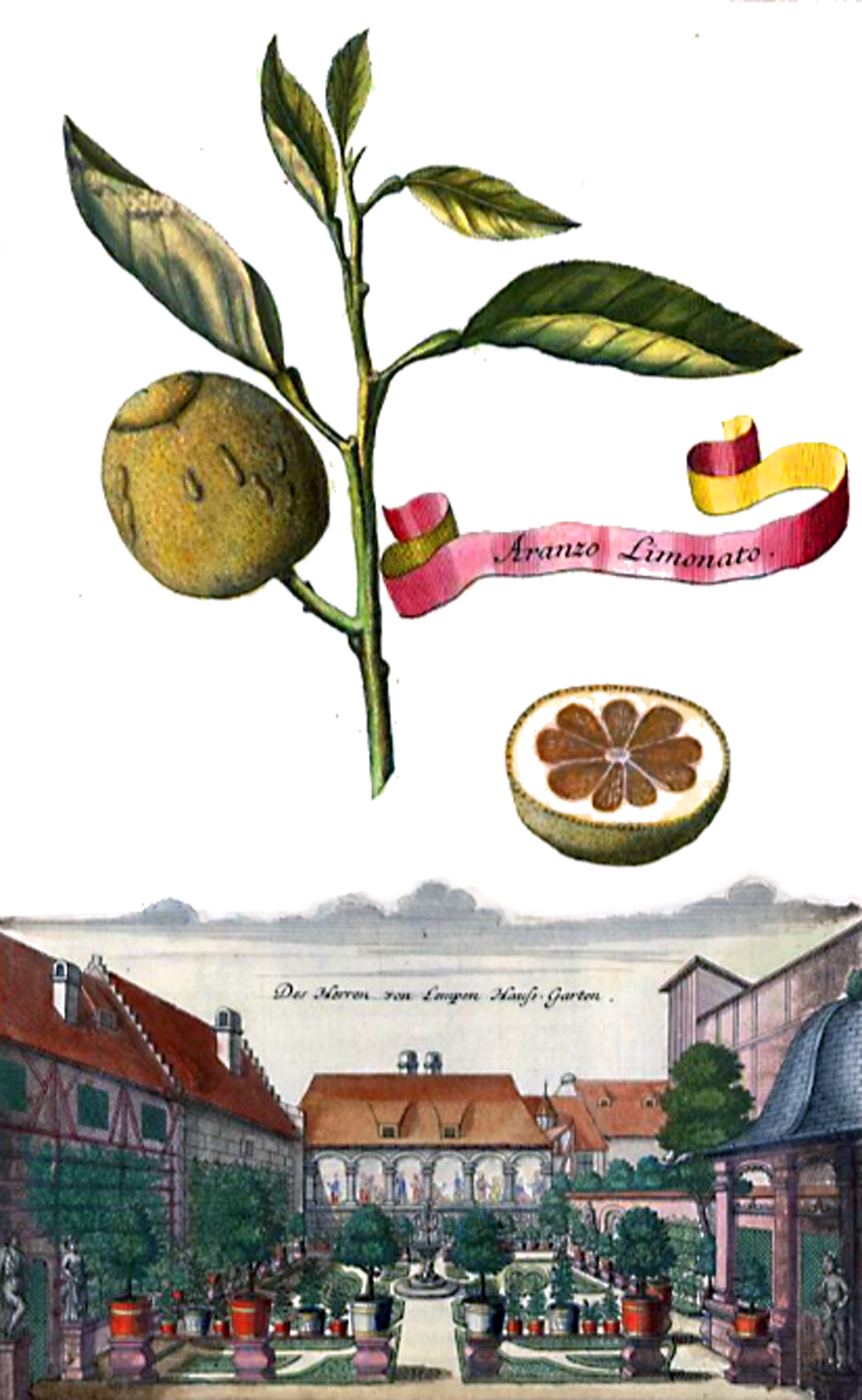
Aranzo limonato chez Volkamer (1708)

## Dénomination
G.B. Ferrari (1646) le nomme Aurantium limonis effigie, Volkamer (1708 avec illustration) ajoute le nom vernaculaire italien Aranzo limonato. Ce sont Risso et Poiteau (1818) qui le dédient à Volkamer («Ce bigaradier n’ayant pas encore de nom dans la langue vulgaire, notre reconnaissance nous porte à lui donner celui du célèbre auteur des Hespérides de Nuremberg»), Citrus bigaradia volcameriana traduction de Bigaradier de Volcamer et de l'italien Melangolo di Volcamerio. Ils donnent comme synonyme le Citrus aurantium sinense limonilorme de Gallesio, Melangolo a frutto Limoniforme (Gallesio -1811- qui en fait un hybride de citron et de bigarade et Bosc lui fait dire sans source qu'il est un triple hybride de bigarade, d'orange et de citronnier, en français Oranger lime à fleur d'orange). En 1847, V. Tenore et G. A. Pasquale le décrivent sous le nom de Cedro Volkameriano appelé orange-cédrat à Reggio où il existe un spécimen à la Villa Musitano. Ce dernier lui donne le rang d'espèce en 1867 dans le catalogue du Jardin Botanique Royal de Naples. En 1926, Raphaël Noter, écrit encore Citrus bigaradia Volcameriana, Risso,  bigaradier de Volcamer.
De nos jours il est souvent classé CItrus x limonia (= au rangpur). Volkamer admet diverses orthographes (Volkamer, Volckamer, Volkammer, Volckammer) Chapot orthographie Volkamer et volkameriana.

## Description

### Morpholigie
L'arbre est vigoureux, épineux (épines de 12 à 15 mm) et d'une taille inférieure au citronnier, avec des branches retombantes, surtout au moment de la fructification. La feuille assez petite mais il existe une forte variabilité (Longueur totale 98 à 156 mm, longueur du limbe 90 à 147 mm). Le pétiole est très court.
La fleur est peu odorante.
Le fruit jaune doré devient orange foncé à rougeâtre à maturité avec une surface verruqueuse, d'aspect cireux qui à un petit citron: poids moyen 90 g, diamètre moyen: 53 mm, hauteur 53 mm. Le jus est «assez abondant, acide, imperceptiblement amer parfois, sans âpreté; arome faible, agréable. Saveur bonne, le fruit pourrait être utilisé comme succédané du citron».

### Génétique

#### C. maxima  ×  C. reticulata

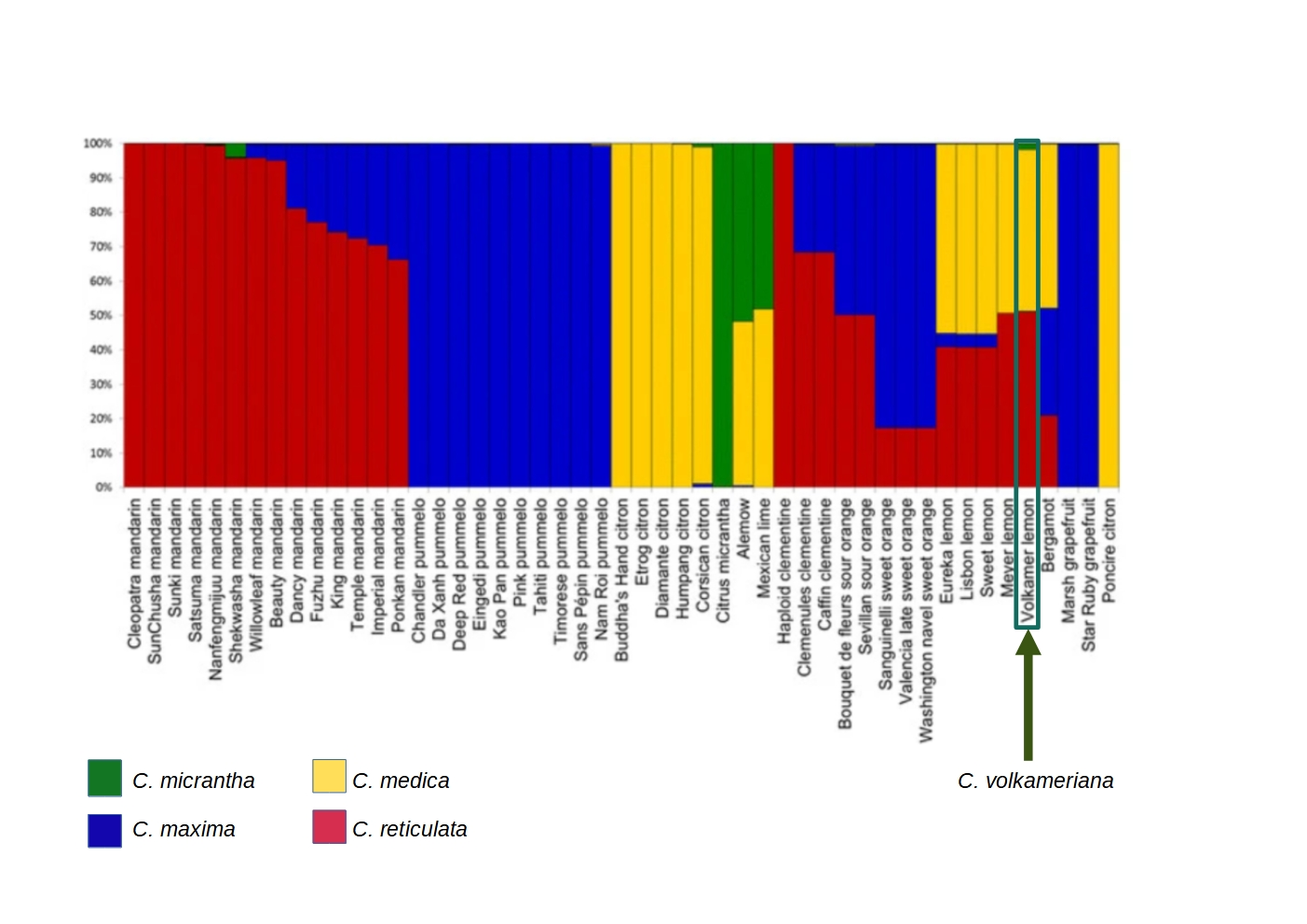
Curk et al. 2014. Structure génomique à partir du chromosome 2. C. Volkameriana est un hybride de C. medica et de C. reticulata avec un trace de C. micrantha. Il est très proche du citron Meyer.

F. Curk et al. (2014) dans le travail sur hybridation interspécifique naturelle entre C. reticulata , C. maxima, C. medica et C. micrantha basé sur le séquençage du génome nucléaire écrivent «Près de la moitié du matériel génétique des citrons Volkamer et Meyer appartenait au groupe C. medica et l'autre moitié au groupe C. reticulata». Ils sont tous deux proches des citrons composant l'échantillon (citron doux, Eureka et Lisbon) qui ont eux une trace de C. maxima. Puis dans la publication 2016 «C. medica est le parent mâle direct des limes et citrons et des principaux sous-groupes en combinaison avec C. micrantha ou des espèces proches de papeda, C. reticulata (pour les variétés C. limonia (Rangpur), C. karna et C. jambhiri [ ], les citrons Volkamer et Rough), l' hybride C. maxima  ×  C. reticulata pour C. limettioides et C. meyeri».

#### Très proche de Rangpur

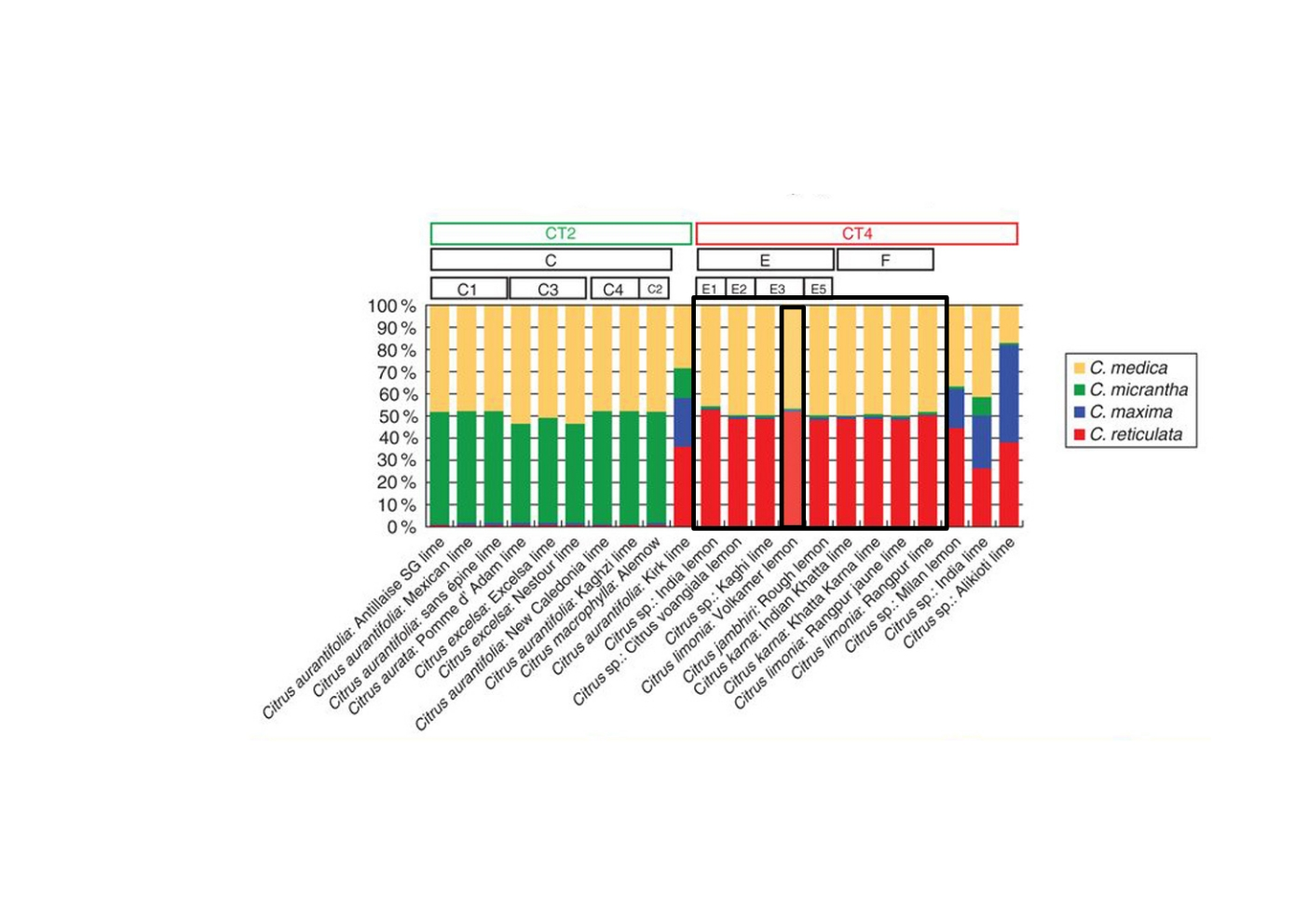
«Les clusters E et F comprennent toutes les accessions de C. limonia (Volkamer), Rangpur, Yellow Rangpur et C. karna, C. jambhiri et C. voangiala, Kaghi et SP India : C. medica et C. reticulata contribuent chacune à près de 50 % d'hétérozygotie. Rangpur, Volkamer et Rough ont environ 97 % de congruence de C. reticulata × C. medica» (Curk et al. 2016)

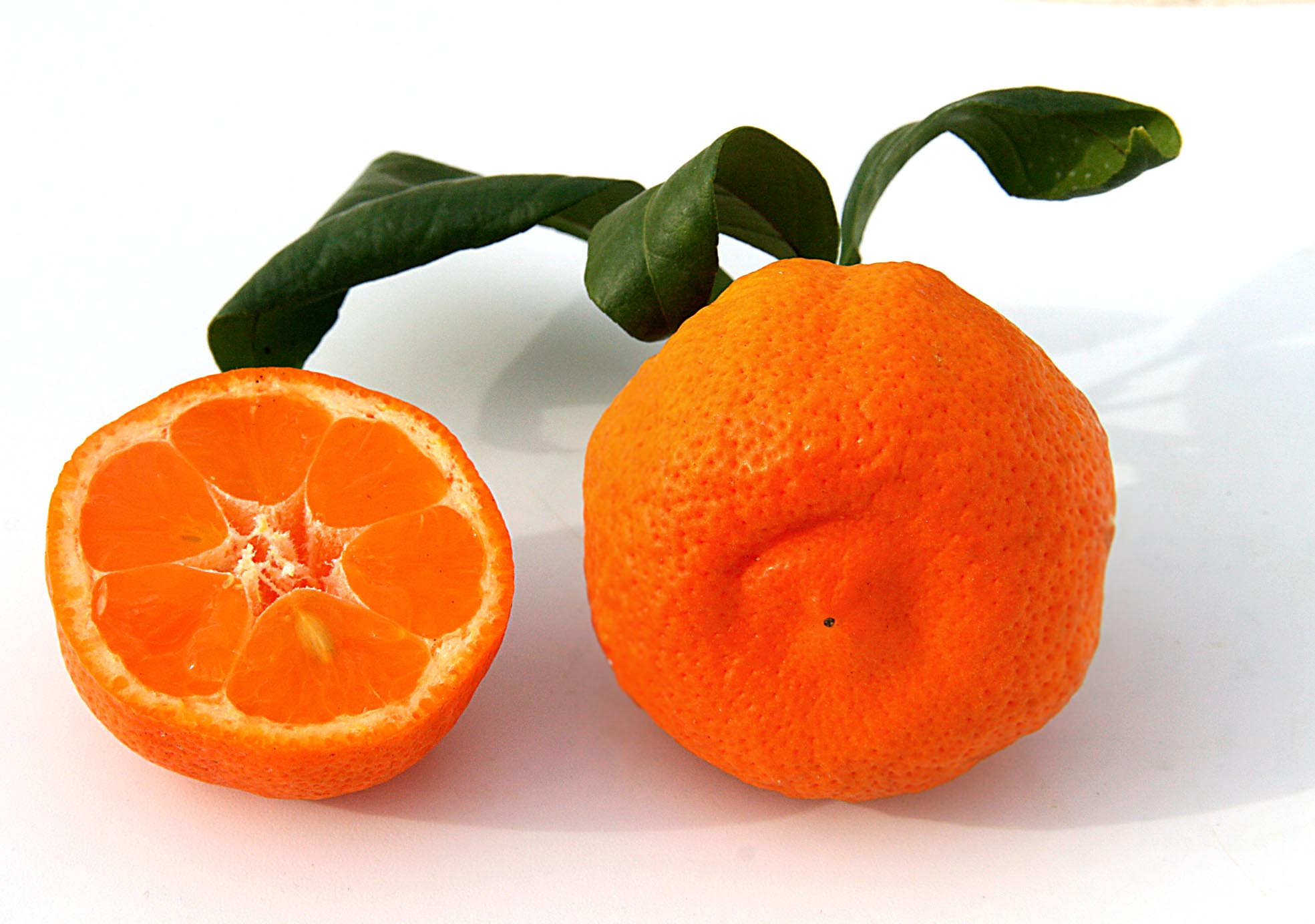
Limette rouge, Santa Barbara, Otaiti Orange est un cultivar italien de rangpur très proche de C. volkameriana

C. volkameriana et son très proche voisin Rangpur sont à égale distance du cédrat (anglais citron) et de la mandarine

En 2020, des chercheurs indiens (Université de Montréal) qui travaillent un échantillon de 24 espèces de Citrus du nord-est du Sous-continent indien (Assam, Meghalaya, Mizoram, Arunachal Pradesh - où C. volkameriana est spontané) isolent un clade V composé de 7 espèces (bigarade C. aurantifolia,  rangpur C. limonia, C. volkameriana, lime douce C. limettioides, Galgal ou citron des collines ou citron de Kumaon C. pseudolimon et le citron C. limon) plus le Papeda sauvage P. trifoliata). Ils regroupent ensuite bigarade C. aurantifolia,  rangpur C. limonia, C. volkameriana génétiquement identiques selon eux dans les séquences chloroplastiques et nucléaires. Ils écrivent «C. volkameriana est morphologiquement très similaire à C. limon, similitude confirmée par d'autres marqueurs moléculaires (Nicolosi et al. 2000; Shahsavar et al. 2007). Ces trois espèces ont des analogies morphologiques, végétatives et fruitières avec des fruits globulaires et à péricarpe épais, peau rugueuse, pulpe un jus très acides» (Il existe depuis toujours des citrons non acides, l'acidité comme critère pertinent de regroupement est discutable). Les auteurs affirment une origine indienne contrairement à la tradition qui attribuait au citron de Volkamer une origine italienne.
Les marqueurs SSRs mitochondriaux avaient déjà (2013) permis le groupe Rangpur, citron Rough et le citron Volkamer.

#### Variétés
Une comparaison réalisée en 2013 a montré une forte biodiversité dans les collections de porte-greffe des parcs semenciers tunisiens d’El Gobba et de Sbikha, proches mais non conformes à la référence Corse.

## Utilisation

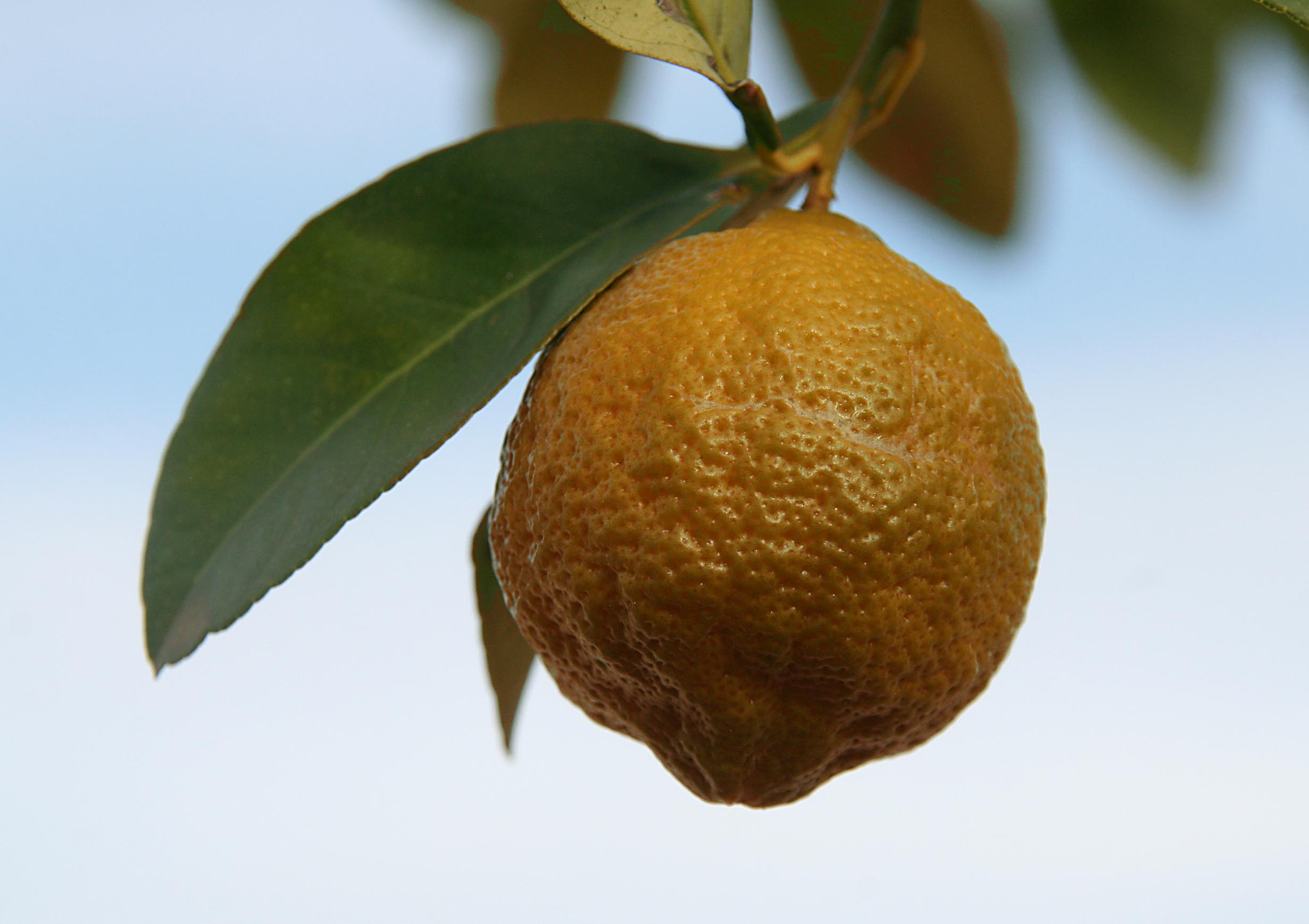
citron de Volkamer

### Porte-greffe
Le citron Volkamer est un porte-greffe tolérant au CTV, à croissance rapide, très adapté au citron mais pas à l'orange, en raison de la mauvaise qualité des fruits produits par le cultivar greffé. Il est résistant à la gommose ( Phytophthora palmivora), tolérant à la mineuse de la feuille (Phyllocnistis citrella). Le porte-greffe volkameriana transmet vigueur et productivité, il est défavorable à la qualité des fruits produits.
Il confère à la variété greffée un résistances au froid deux fois supérieure au bigaradier et 5 fois supérieure à Citrus macrophylla.

### Plante ornementale
Les nombreux fruits se colorent d'un oranger saturé à maturité très décoratif. La rusticité est donnée pour bonne (résistance à des gels brefs).

### Alimentation
Le jus, le zeste et le fruit entier se font en pickles, en nectar, et en préparations sucrées: confiture, marmelade, gâteau, biscuits, craquelins.

## Huile essentielle

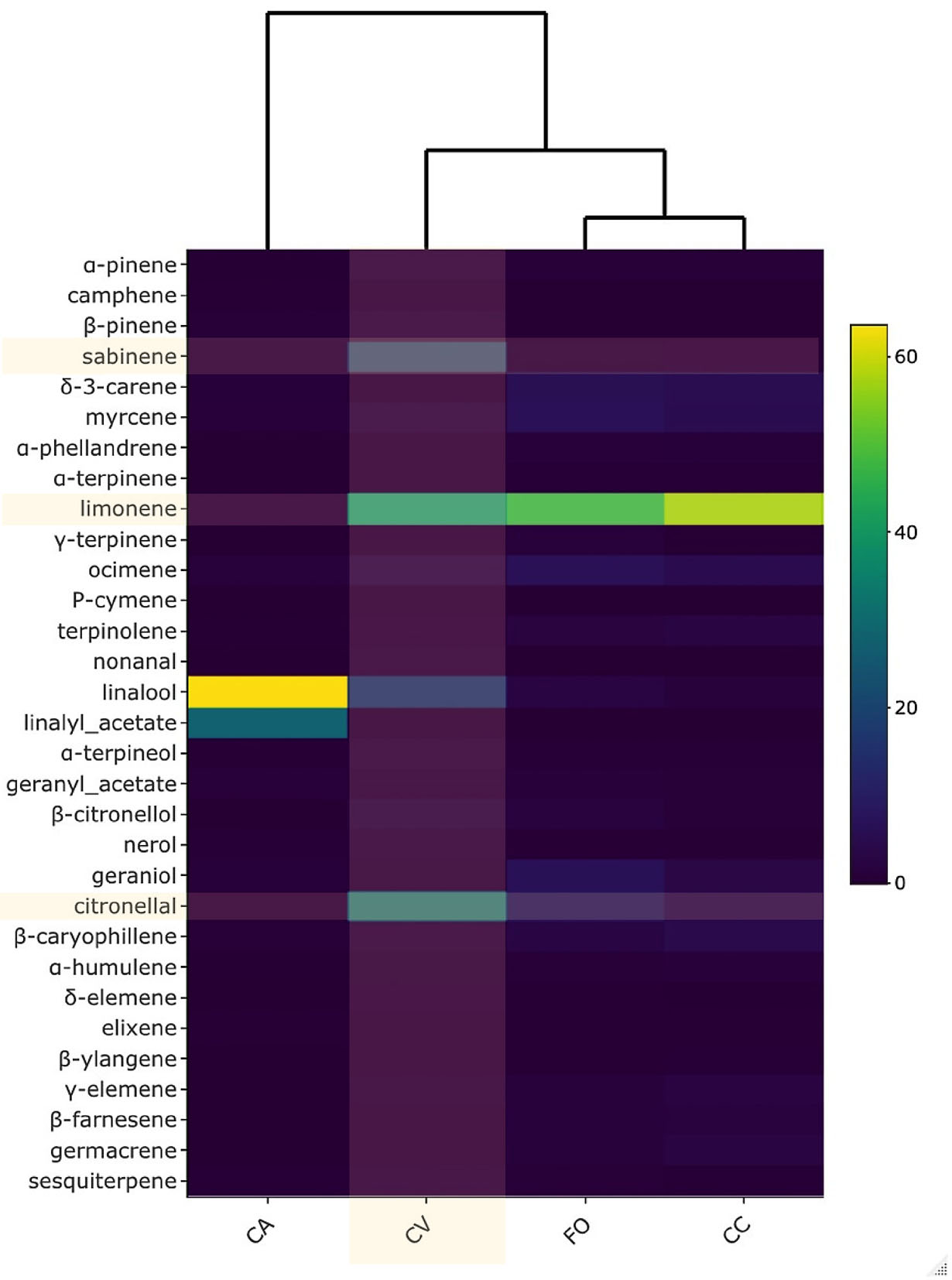
Richesse de l'H.E. de feuille en limonène, sabinène, linalol (beaucoup moins que chez la bigarade colonne de gauche), citronellal

### Feuille
L'huile essentielle de feuille a pour principaux composés le limonène (21,2 %), le sabinène (14,1 %), le linalol (9,6 %), le citronellal (7 %) et le terpinène-4-ol (6,2 %). Les chercheurs égyptiens notent un effet inhibiteur de croissance de certaines cellules cancéreuses, une activité antimicrobienne.

### Fruit
En 2020, une publication égyptienne donne une concentration de limonène dans l'huile de peau de citron Volkamer de  91,3 % suivi d'un monoterpène, le pinène (8,7 %). La concentration en limonène a atteint un niveau de 79,4 % lorsque le fruit est au stade de maturation intermédiaire caractérisé par une coloration jaune verdâtre (1994).

## Anthologie
- André Guillaumin. Les Citrus cultivés et sauvages in L'Agriculture pratique des pays chauds : bulletin du Jardin colonial et des jardins d'essai des colonies françaises. Paris. A. Challamel. Mars 1914[25] (Alfred Wyndham Lushington (1860-1920) a décrit le Citron jambhiri, le C. sphaerocarpa est actuellement le kabosu. Citrus megaloxycarpa de l'Assam est un hybride de C. medica[26] et Sadaphal Citrus semperflorens = C. karna[27] proposé comme hybride de C. aurantifolia)

« Il faut sans nul doute rattacher aux Khatta de l'Inde, les Citrons ronds que Lushington considère comme une variété sphærocarpa du Citrus limonum, les Cédrats à fleurs blanches du bassin méditerranéen et leur proche parent le Citrus volkameriana, les Gulgul [= galgal], Gungalia et Behari et peut-être les Sadaphal et Attara de l'Inde (Citrus megaloxycarpa et semperflorens de Lushington). Ces deux derniers groupes pourraient aussi être des hybrides Citrus aurantium amara - Citrus medica ou Citrus decumana - C. medica, mais cette dernière hypothèse me semble la moins vraisemblable. »